# Elektronenstoßröhre
Die Elektronenstoßröhre, auch als Franck-Hertz-Röhre bezeichnet, handelt es sich um eine speziell für den Franck-Hertz-Versuch konstruierte Elektronenröhre.
Diese für die praktische Durchführung in Experimenten im Labor eingesetzte Elektronenröhre gibt es in zwei wesentlichen Ausführungen: Als Neonstoßröhre und als Quecksilberstoßröhre. Der Unterschied zwischen den beiden Typen besteht im Wesentlichen aus der Art der Gasfüllung welche entweder aus primär Neon oder Quecksilber besteht. Beiden Röhren ist gemeinsam, dass sich in ihnen ein konzentrischer Aufbau befindet:
- Im Zentrum befindet sich eine Glühkathode
- In einem bestimmten Abstand befindet sich ein Steuergitter
- In einem im Vergleich zum Abstand Kathode-Gitter geringen Abstand befindet sich eine Anode.